# Piaski (gmina Wieluń)
Piaski – wieś w Polsce położona w województwie łódzkim, w powiecie wieluńskim, w gminie Wieluń.
W latach 1975–1998 miejscowość należała administracyjnie do województwa sieradzkiego.